# Kurt Floericke

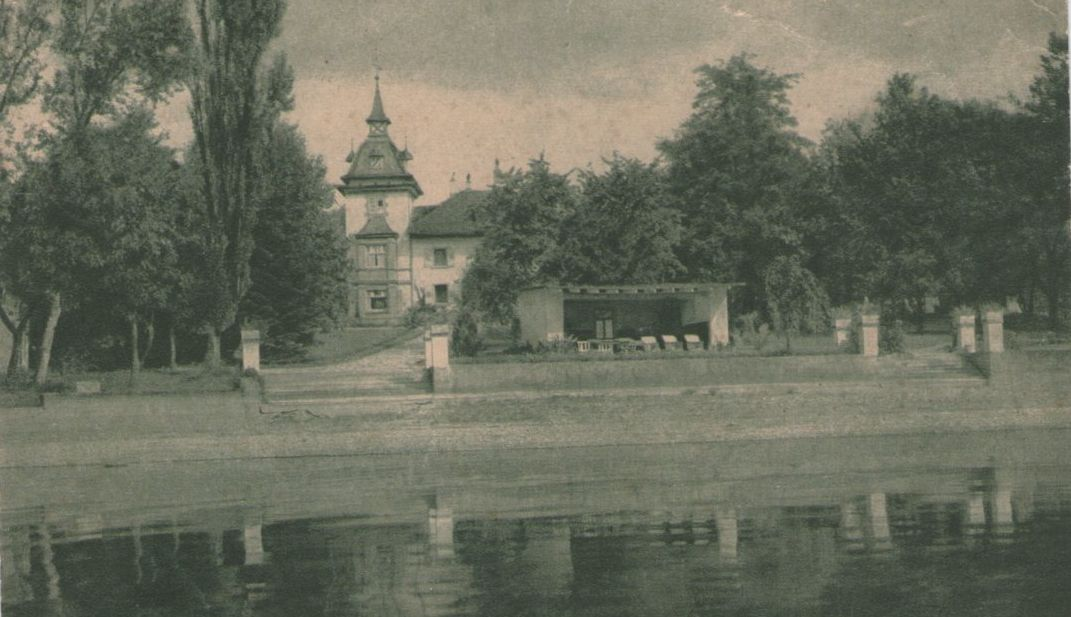
A Süddeutschen Vogelwarte egy 1928-ban postázott képeslapon

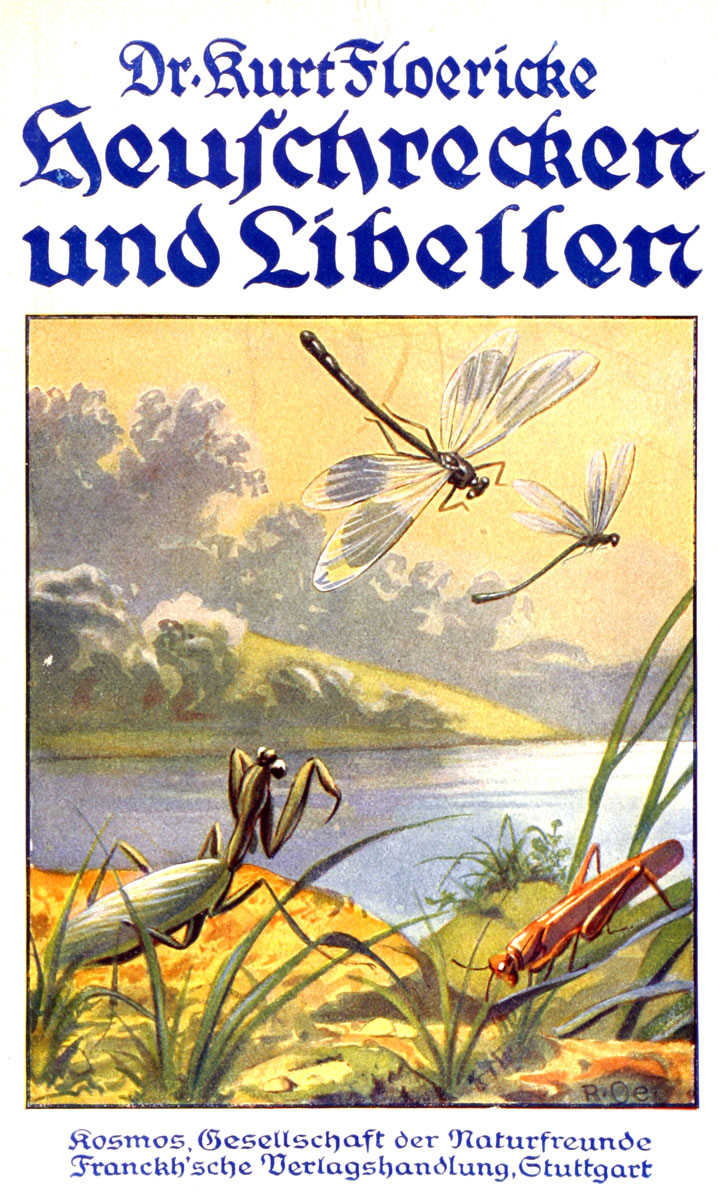
A "Heuschrecken und Libellen" című kötete borítója (1922)

Kurt Ehrenreich Floericke (Zeitz, 1869. március 23. – Stuttgart, 1934. október 29.) német ornitológus, természettudós.

## Élete
Egyetemi tanulmányait 1889-ben kezdte Breslauban. 1893-ban szerzett doktorátust a Marburgi Egyetemen, disszertációja címe Versuch einer Avifauna Schlesiens volt. Ugyanebben az évben Rossittenben  megalapította a Verein vergnügter Vogelfreunde egyesületet. E csoportban merült fel először az a gondolat, hogy a városban állandó ornitológiai állomást létesítsenek. Több rövid utazást tett Boszniában, Cipruson, Anatóliában és Palesztinában, majd visszatért Rossittenbe, ahol 1894-től 1897 tavaszáig tevékenykedett. 1896-ban látogatást tett nála Johannes Thienemann. Ez utóbbi 1901-ben a Német Ornitológiai Társaság nevében állandó ornitológiai állomást alapított a városban, s ennek első tudományos igazgatója lett. Floericke ezután végleg elhagyta Rossittent, és hosszabb utazásokat tett Kelet- és Délkelet-Európában, Észak-Afrikában, a Közel-Keleten és Dél-Amerikában.  
Floericke 1897 és 1898 közt a budapesti ornitológiai központ asszisztense volt. Utazásai után 1902-ben Bécsben telepedett le, s írással foglalkozott. Anyagi megélhetése biztosított volt, mivel csatlakozott a KOSMOS tudományos magazin szerkesztőgárdájához. 1903-ban ő írta le az egerészölyv egy alfaját (buteo buteo insularum). 1928. október 13.-án ő alapította meg a Süddeutsche Vogelwarte nevű, első magán ornitológiai állomást Radolfzell am Bodensee-ben, ennek egészen 1931-ig tudományos igazgatója volt. Az állomás 1938-ig működött, de csaknem 6500 preparált madárból és 4500 tojásból álló gyűjteménye fennmaradt, s mindmáig hozzáférhető. Floericke madármegfigyelő- és gyűrűző állomást is alapított a Mettnau félszigeten álló Scheffelschlösschenben. Szabadkőműves volt, a Felkelő Naphoz címzett nagypáholy tagja volt. Egyik útján kapott maláriafertőzésébe halt bele. Folyóiratokban használt írói álneve Ahasver volt.

## Válogatott munkái
- Versuch einer Avifauna der Provinz Schlesien,  Universitäts-Buchdruckerei C. L. Pfeil,, Marburg, 1892, S. 15.
- Die Masurenschlachten, Franckh'sche Verlagshandlung, Stuttgart, 1916
- Das Ringen um Galizien. Lemberg - Limanowa - Przemysl,  Franckh'sche Verlagshandlung, Stuttgart, 1916
- Gegen Lodz und Warschau, Franckh'sche Verlagshandlung, Stuttgart, 1916
- Bemerkungen über portugiesische Vögel, In: Mitteilungen über die Vogelwelt. Band 25, 1926, ZDB-ID 342698-1, S. 12–17.
- Bemerkungen über portugiesische Vögel, In: Mitteilungen über die Vogelwelt. Band 25, 1926, ZDB-ID 342698-1, S. 37–44.
- Bemerkungen über portugiesische Vögel, In: Mitteilungen über die Vogelwelt. Band 25, 1926, ZDB-ID 342698-1, S. 72–78.
- Bemerkungen über portugiesische Vögel, In: Mitteilungen über die Vogelwelt. Band 25, 1926, ZDB-ID 342698-1, S. 467.
- Schnecken und Muscheln, Stuttgart, 1920
- Aussterbende Tiere, Franckh´sche Verlagsbuchhandlung, Stuttgart, 1927
- Vögel auf der Reise, Franckh´sche Verlagsbuchhandlung, Stuttgart, 1928
- Tiervater Brehm – Seine Forschungsreisen – Ein Gedenkblatt zum 100. Geburtstag, Franck'sche Verlagsbuchhandlung, Stuttgart, 1929
- Nagetiere bei uns und draußen,  Franckh, Stuttgart, 1932

## Külső hivatkozások
- Floericke-ről, illetve általa írott munkák a Deutsche Nationalbibliothek oldalán
- A német wikisource oldala Floericke néhány online, teljes munkájával

## Fordítás
- Ez a szócikk részben vagy egészben  a   Kurt Floericke című német Wikipédia-szócikk ezen változatának fordításán alapul.  Az eredeti cikk szerkesztőit annak laptörténete sorolja fel. Ez a jelzés csupán a megfogalmazás eredetét és a szerzői jogokat jelzi, nem szolgál a cikkben szereplő információk forrásmegjelöléseként.